# Yoshikatsu Yoshida
Yoshikatsu Yoshida (japanisch 吉田 義勝 Yoshida Yoshikatsu; * 30. Oktober 1941 in Asahikawa) ist ein ehemaliger japanischer Ringer.

## Karriere
Yoshida studierte an der Nihon-Universität und wurde 1964 japanischer Meister im Freistil im Fliegengewicht. Im selben Jahr gewann er bei den Olympischen Spielen in Tokio die Goldmedaille im Fliegengewicht. 1965 folgte der Weltmeistertitel in derselben Gewichtsklasse.
Nach dem Ende seiner sportlichen Laufbahn arbeitete Yoshida für Meiji Dairies, wo er später in die Geschäftsführung aufstieg.